# 新田玲子
新田 玲子（にった れいこ、1954年 - ）は、日本の英文学者・作家。広島県尾道市生まれ。広島大学名誉教授。専門は、アメリカ文学・文化。博士（文学）。

## 略歴
- 1973年　広島大学教育学部附属福山高等学校卒
- 1978年　広島大学文学部卒
- 1981年　広島大学大学院文学研究科博士課程前期修了
- 1985年　広島大学大学院文学研究科博士課程後期単位取得退学
- 1985年　広島経済大学講師
- 1989年　信州大学人文学部助教授・同人文研究科助教授
- 1997年　広島大学文学部助教授
- 2001年　広島大学文学研究科助教授
- 2006年　広島大学文学研究科教授（至2018年）
- 2018年　広島大学名誉教授
- 2019年　信州大学非常勤講師（至2023年）
- 2020年　松本大学非常勤講師（至2023年）

## 主要業績

### 単著書
- 『サリンジャーなんかこわくない』、大阪教育図書、2004年。

### 編著書
- 伊藤詔子監修／新田玲子編『カウンターナラティヴから語るアメリカ文学』、音羽書房鶴見書店、2012年。

### 共編著書
- 『アメリカ映像文学に見る少数民族』、大阪教育図書、1998年。

### 代表論文
- “Kurt Vonnegut’s Psychological Strategies in Slaughterhouse-Five.” Psy Art: an Online Journal for the Psychological Study of the Arts. Nov. 18, 2011. <http://www.psyartjournal.com/article/show/nitta-kurt_vonneguts_psychological_strategies_>
- Stratégies de l’absence chez Raymond Federman: La Fourrure de ma tante Rachel et Retour au fumier, romans post-modernes de la Shoah. Gradiva — Revue Européenne d’Anthropologie Littéraire, Vol.XII, no 2. May 10, 2012. http://www.ufr-anglais.univ-paris7.fr/GRADIVA/12-2/05Federman.pdf
- “Catcher in the Rye as a War Novel,” Literature and Belief, vol. 39, no. 2, 2019:51-66.

### 翻訳書
- ウォルター・アビッシュ『すべての夢を終える夢』、青土社、2001年。

### 小説
- 「霧の中から」、『すばる』1990.12臨時増刊号
- 『クリスマスの奇跡』、星雲社、2022年　ISBN 978-4-434-31116-1。
- 『クリスマスの奇跡』、Kindle版（電子書籍）、2022年。

### 随筆・その他
- 「緑地帯：アウシュビッツの旅」、中国新聞、2002年12月12日〜12月19日
- 「映画「ミュンヘン」に寄せて」、『中国新聞』2006.2.21、pp.17.
- 「監視社会の苦しさ、自由の尊さ　−旧東ドイツ描いた「善き人のためのソナタ」を見て」、『中国新聞』2007.4.21、pp.11.
- 「真の自由と平等とは—初のアメリカ黒人大統領誕生に寄せて」、New Wave 第34巻 通巻388、2009年2月（全日電材連）、pp.9-20.
- 「映画に学ぶアメリカ文学——映画は文学へのエントランス」、New Wave 第35巻 通巻399、2009年12月（全日電材連）、pp.15-21.
- 「現実の汚辱と向き合う——J・D・サリンジャー氏を悼む」、2010.2.3、『中国新聞』（＋共同通信配信）、p.14
- 「裁判員制度再考のために——アメリカ裁判員制度の光と影」、New Wave 第35巻 通巻406号、2010年8月（全日電材連）、pp.9-18.
- 「私とアメリカ・ユダヤ系文学」『中国新聞』2011.3.15, 11.
- 「逆境を生き延びるユダヤの知恵——ミュージカル『屋根の上のバイオリン弾き』に学ぶ」、New Wave 第37巻 通巻430号、2012年8月（全日電材連）、pp.9-21.
- 「時代・世代・地理を超えた人間性——パール・バック『大地』から」、New Wave 第38巻 通巻444号、2013年10月（全日電材連）、pp.9-22.
- 「子供時代のアメリカ作品を読み直す――子供時代の友から生涯の友へ」、 New Wave 第39巻 通巻447号、2013年12月（全日電材連）、pp.14-23.
- 「平和を繋いでゆくために——広島生まれのユダヤ系アメリカ文学者の提言」、New Wave 第54巻 通巻466号、2015年7月（全日電材連）、pp.14-20.
- 「第55回日本アメリカ文学会全国大会を機に：文学研究本来の在り方へ」、『読書人』2016年9月30日、p.6。
- 「『屋根の上のバイオリン弾き』に見るユダヤの知恵」、『信徒の友』2021年11月、pp.32-35.